# Centrale électrique de la chute centrale
La centrale électrique de la chute centrale (finnois : Keskiputouksen voimalaitos) est une centrale hydroélectrique dans le quartier de Tammerkoski à Tampere en Finlande.

## Présentation
La centrale électrique est située sur la rive Est des Tammerkoski à côté du parc Koskipuisto. 
Le bâtiment en briques rouges est achevé en 1932.
Ses façades fonctionnalistes ont été conçues par l'architecte municipal Bertel Strömmer. 
L'édifice ressemble à celui de centrale électrique de la chute aval qui est plus petit.
La centrale hydroélectrique est un élément clé du paysage national de Tammerkoski,,.
La puissance de la centrale électrique est de 8,7 mégawatts. 
La société Tampereen Sähkölaitos dispose aussi de deux autres centrales hydroélectriques sur les Tammerkoski: la centrale de Tampella (3,3 mégawatts) et la centrale de Finlayson (4,4 mégawatts). 
La production d'électricité combinée de ces trois centrales est en moyenne d'environ 60 gigawattheures par an,.

## Histoire
La ville de Tampere a fondé une centrale électrique municipale en 1888.
C'était la première en Finlande et parmi les premières au monde. 
Au début, la centrale utilisait une machine à vapeur pour produire de l'électricité. 
En 1891, on a commencé à utiliser l'énergie hydroélectrique dans des bâtiments du côté est de la chute centrale de Tammerkoski.
L'installation est ensuite démolie et remplacée en 1910 par une centrale électrique conçue par Lambert Petterson. 
Au début des années 1930, la centrale électrique actuelle est construite sur le site, ce qui, une fois achevée, démultiplie la production électrique de Tampere.

## Statut du bâtiment
La centrale électrique est étroitement liée au paysage industriel de Tammerkoski, que le direction des musées de Finlande a classé comme un site culturel construit d'intérêt national.
Selon l'ordonnance de protection, il s'agit «d'un bâtiment de valeur architecturale et culturelle-historique et important pour la préservation du paysage urbain». 
La centrale ne doit pas être démantelée et les réparations et les modifications doivent être effectuées de manière à ne pas endommager l'architecture, la technologie du bâtiment ou les valeurs culturelles et historiques du bâtiment, des structures, des façades ou de l'intérieur,.

## Galerie

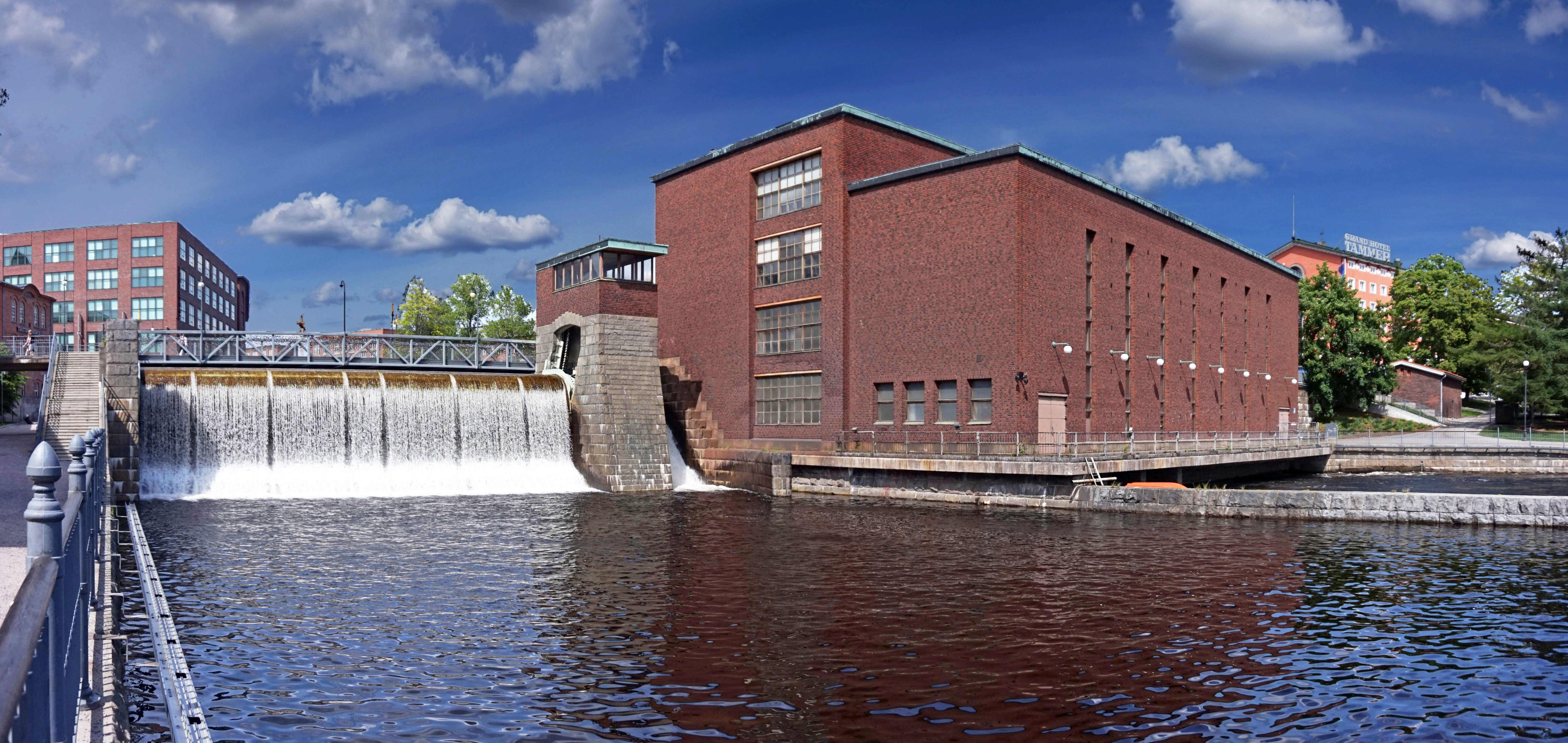
La centrale électrique et la chute vues du Kirjastonpuisto.
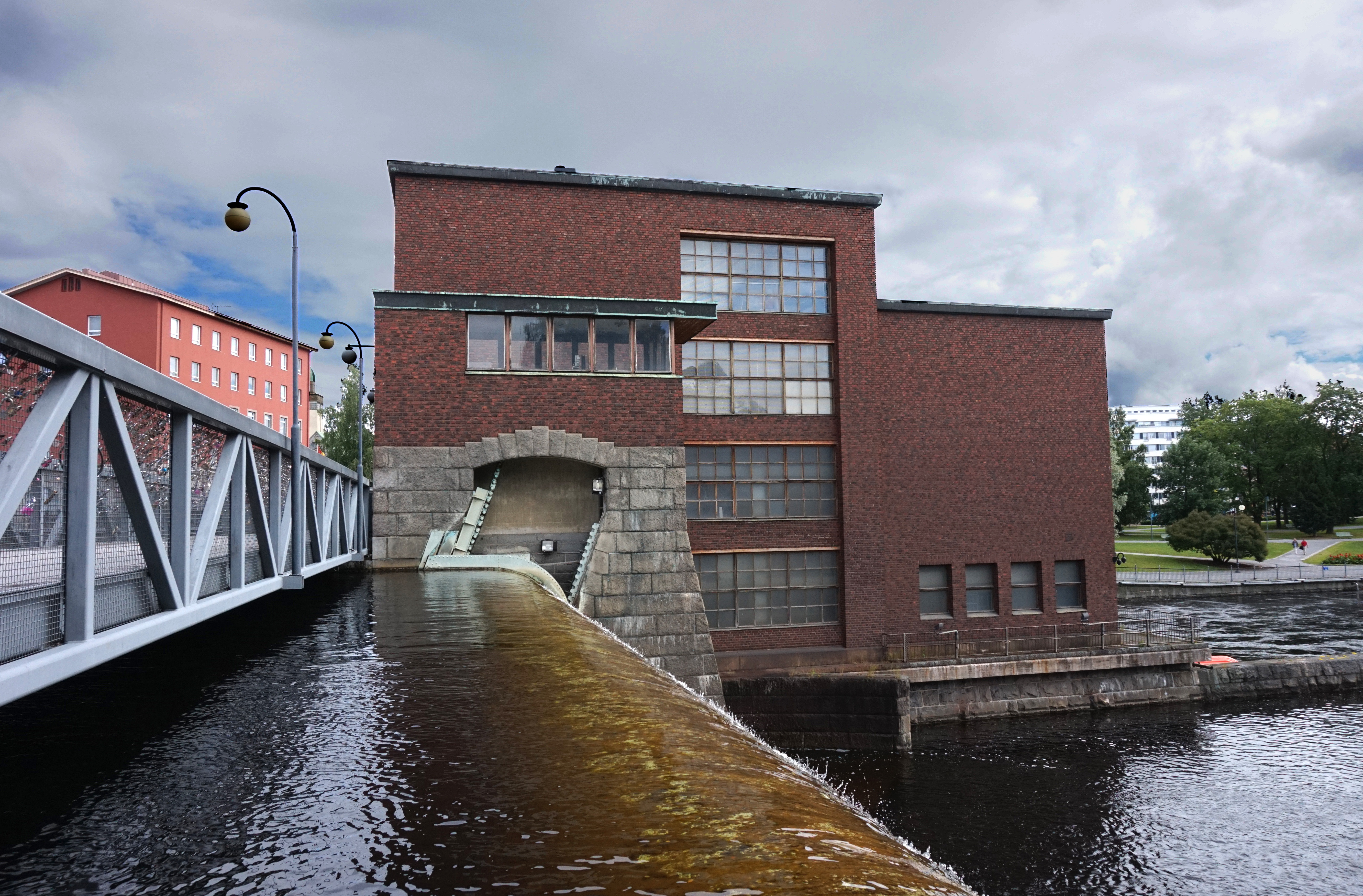
Le pont Patosilta et le mur ouest du bâtiment.
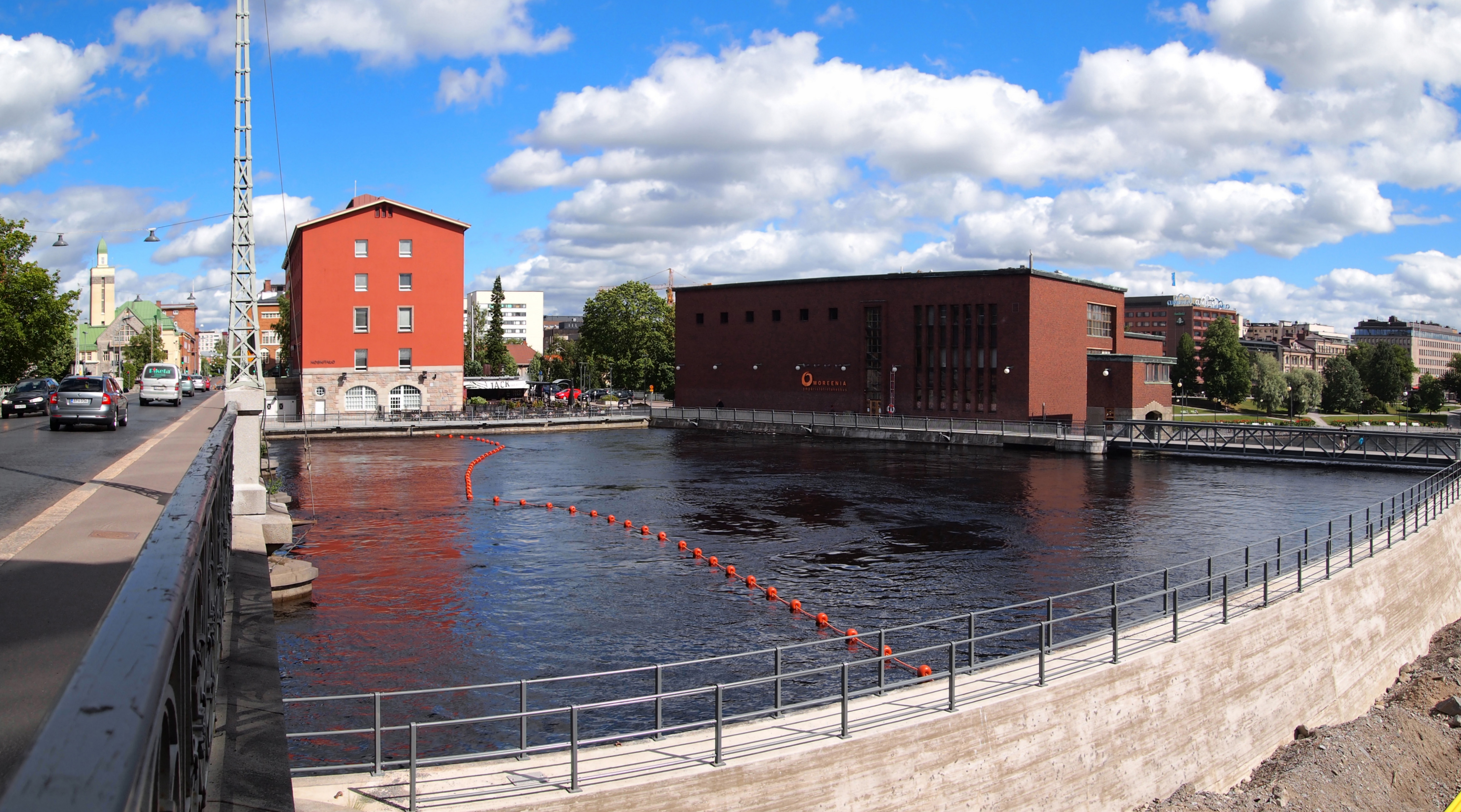
A proximité du pont Satakunnansilta.
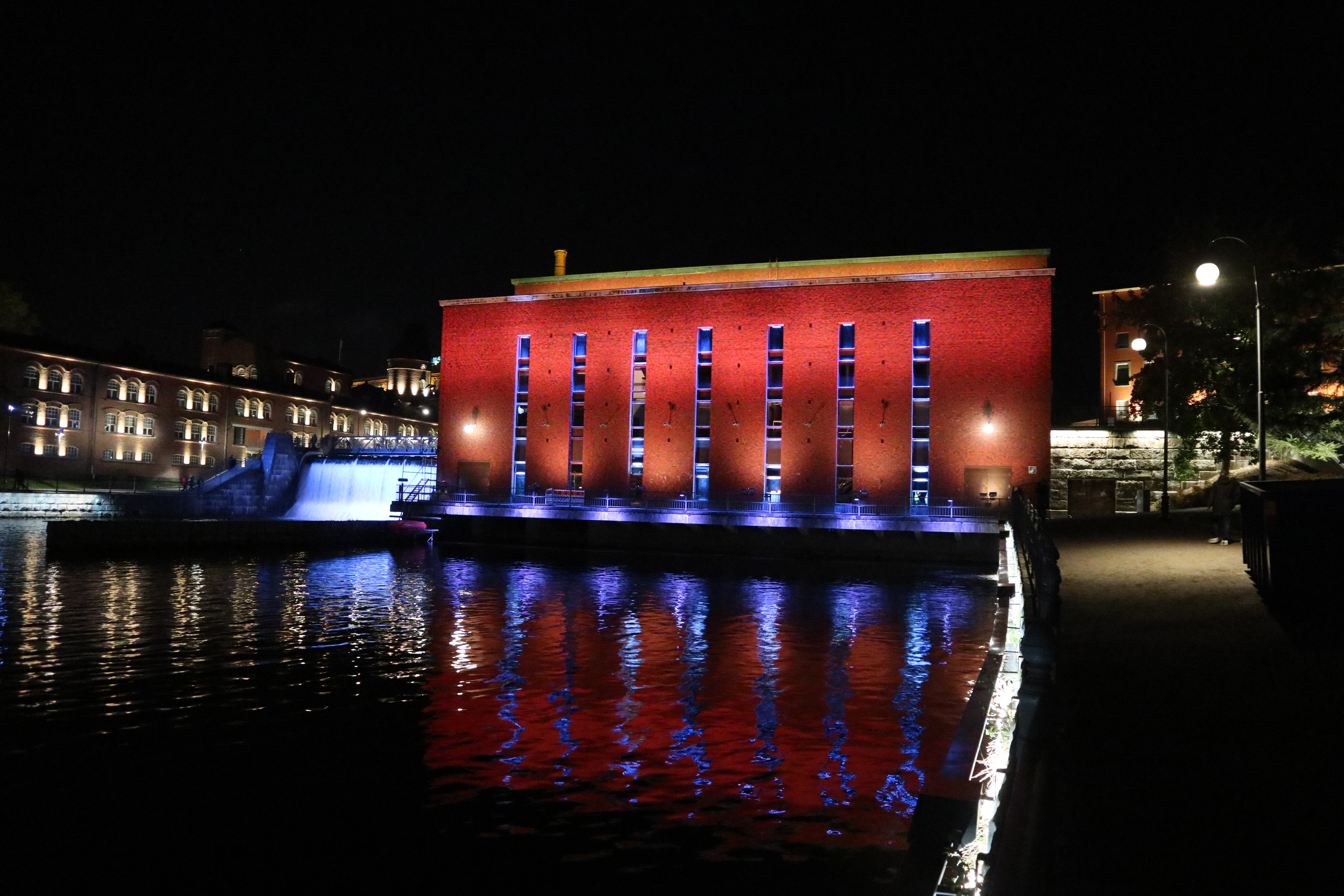
La centrale électrique dans la lumière du soir.
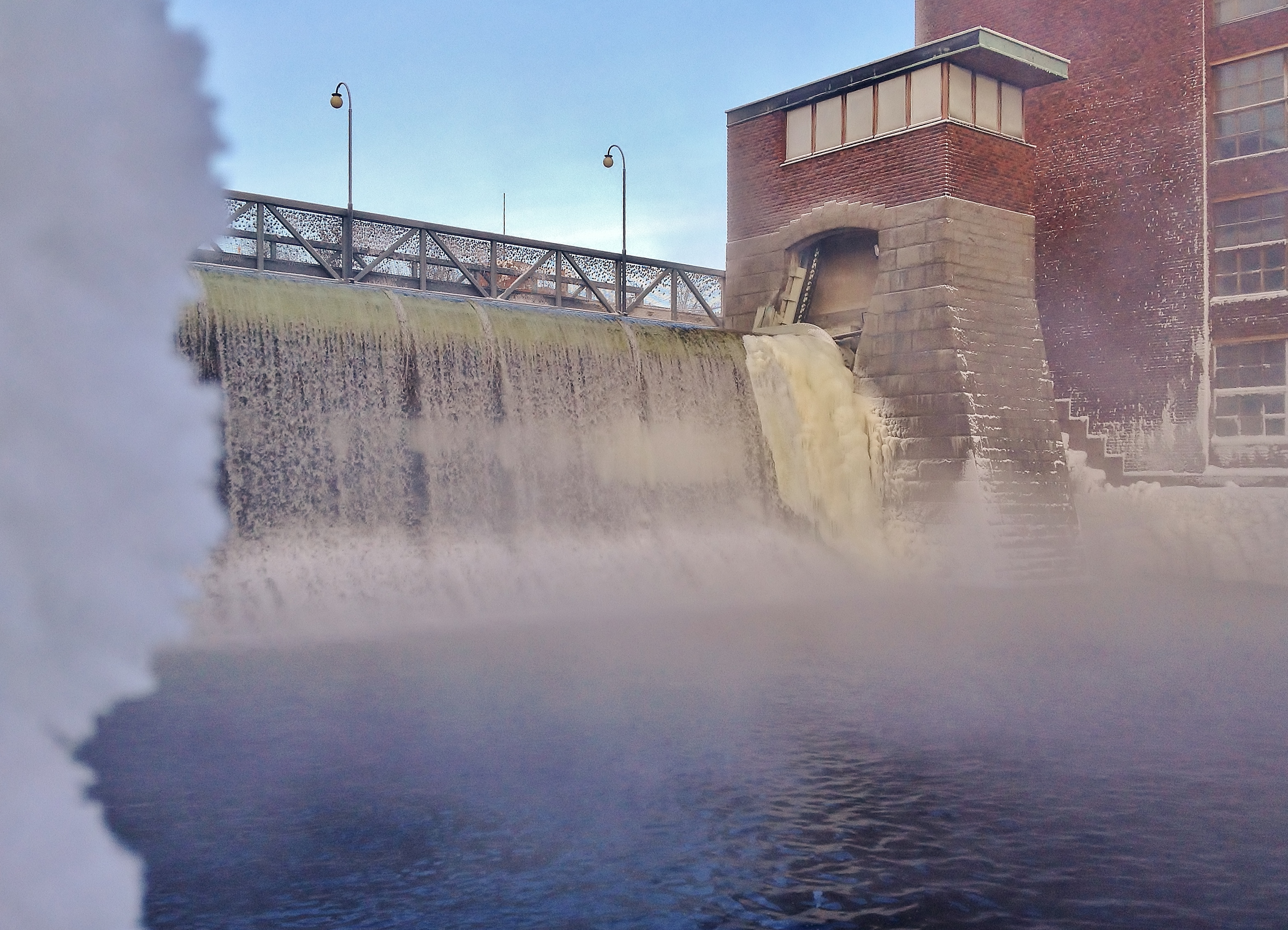
Les rapides Tammerkoski en janvier 2016.